# Сельское поселение «Адриановское»
Се́льское поселе́ние «Адриановское» — муниципальное образование в Карымском районе Забайкальского края Российской Федерации.
Административный центр — посёлок станции Адриановка.

## История
Статус и границы сельского поселения установлены Законом Читинской области от 19 мая 2004 года «Об установлении границ, наименований вновь образованных муниципальных образований и наделении их статусом сельского, городского поселения в Читинской области».

## Население
| 2010  | 2011  | 2012  | 2013  | 2014  | 2015  | 2016  |
| ----- | ----- | ----- | ----- | ----- | ----- | ----- |
| 1235  | ↘1231 | ↘1230 | ↘1229 | ↘1214 | ↘1206 | ↘1186 |
| 2017  | 2018  | 2019  | 2020  | 2021  |       |       |
| ↘1174 | ↘1161 | ↘1147 | ↘1136 | ↘1023 |       |       |

## Состав сельского поселения
| № | Населённый пункт | Тип населённого пункта                  | Население |
| - | ---------------- | --------------------------------------- | --------- |
| 1 | Адриановка       | посёлок станции, административный центр | #Н/Д      |
| 2 | Седловая         | посёлок станции                         | ↘51       |